# Jorge Almirón
Jorge Almirón (* 19. Juni 1971 in San Miguel, Gran Buenos Aires) ist ein ehemaliger argentinischer Fußballspieler, der vorwiegend im Mittelfeld agierte und seit dem Ende seiner aktiven Laufbahn als Trainer tätig ist. Wegen seiner dunklen Hautfarbe ist Almirón auch unter dem Spitznamen El Negro (dt. Der Schwarze) bekannt.

## Spielerlaufbahn
Almirón begann seine Profikarriere 1991 bei seinem Heimatverein CA San Miguel in der Tercera Categoría des argentinischen Ligasystems. 1994 wechselte er zum CD Santiago Wanderers ins Nachbarland Chile und gewann mit dem Verein 1995 die Meisterschaft der zweitklassigen Primera B, wodurch der Aufstieg in die erste Liga gelang.
Von Sommer 1997 bis zum Ende seiner aktiven Laufbahn in der Saison 2008/09 war Almirón ausschließlich in Mexiko tätig, wo er die ersten zweieinhalb Jahre bei Atlas Guadalajara unter Vertrag stand. Zur Rückrunde der Saison 1999/00 wechselte er zu Monarcas Morelia und gewann mit dem Verein im Winterturnier 2000 auf Anhieb die mexikanische Fußballmeisterschaft, der zwei Vizemeisterschaften in den Turnieren der Saison 2002/03 folgten.
Nach zwei Spielzeiten beim in der zweiten Liga spielenden Club León kehrte Almirón in die erste Liga zurück, wo er in der Saison 2006/07 für die Gallos Blancos spielte. Anschließend spielte er erneut für den Club León und gewann mit ihm die Zweitligameisterschaft der Clausura 2008, scheiterte mit den Esmeraldas jedoch in den Aufstiegsfinals gegen Indios de Ciudad Juárez. In der darauffolgenden Saison 2008/09 ließ er seine aktive Laufbahn bei den Dorados de Sinaloa ausklingen, die er zu jener Zeit auch als Trainer betreute.

## Trainerkarriere
Anschließend trainierte er die mexikanischen Zweitligisten CD Veracruz und UAT Correcaminos, bevor er über den Posten eines Assistenztrainers bei seinem ehemaligen Verein Atlas Guadalajara im Oktober 2012 beim CSD Defensa y Justicia erstmals einen Verein seines Heimatlandes betreute. Im Juni 2013 endete seine dortige Tätigkeit und er übernahm bis November 2013 die Trainingsleitung beim Club Tijuana. Von Dezember 2013 bis Juli 2014 trainierte er Godoy Cruz. Unmittelbar anschließend war Almirón bis Mai 2015 Cheftrainer des argentinischen Traditionsvereins CA Independiente. Von Dezember 2015 bis Dezember 2017 war er in dieser Funktion bei CA Lanús tätig. Für die Saison 2018 wurde er als neuer Trainer beim kolumbianischen Spitzenklub Atlético Nacional aus Medellín vorgestellt.
Im August 2020 übernahm er das Traineramt beim spanischen Erstligaaufsteiger FC Elche. Nach 16 Ligaspielen ohne Sieg und auf dem vorletzten Tabellenrang liegend trat er Mitte Februar 2021 von dem Posten zurück.
Nachdem Almirón zeitweise den CA Lanús in seinem Heimatland trainiert hatte, kehrte er im Oktober 2022 zum FC Elche zurück. Unter Francisco Rodríguez war der Klub ans Tabellenende gerutscht und dieser daher entlassen worden. Nachdem der Trainer der Reservemannschaft Alberto Gallego Laencuentra interimistisch für ein Spiel eingesprungen war, gelangen ihm in fünf Ligaspielen an der Seitenlinie ab dem 12. Oktober nur zwei Punktgewinne. Daher wurde er am 7. November wieder freigestellt. Im März 2023 löste Almirón Hugo Ibarra bei den Boca Juniors ab. Dort kündigte er am 5. November 2023 seinen Rücktritt an, kurz nachdem er mit dem Klub das Finale der Copa Libertadores 2023 gegen Fluminense Rio de Janeiro nach Verlängerung verloren hatte. Am 4. Januar 2024 wurde der frühere Mittelfeldspieler als neuer Trainer beim chilenischen Rekordmeister CSD Colo-Colo vorgestellt.

## Erfolge
Als Spieler:
- Mexikanischer Meister: Invierno 2000 (mit Monarcas Morelia)
- Chilenischer Zweitligameister: 1995 (mit Santiago Wanderers)
- Mexikanischer Zweitligameister: Clausura 2008 (mit León)

Als Trainer:
- Argentinischer Meister: 2016 (mit Lanús)
- Sieger der argentinischen Copa del Bicentenario: 2016 (mit Lanús)
- Sieger der Supercopa Argentina: 2016 (mit Lanús)